# Okres Einsiedeln
Okres Einsiedeln (německy Bezirk Einsiedeln) je jedním z okresů kantonu Schwyz ve Švýcarsku. Jeho sídlem je Einsiedeln. Politická obec Einsiedeln a okres tvoří jeden celek, stejně jako Gersau a Küssnacht.
Okres zahrnuje stejnojmennou obec a šest dalších vesnic („čtvrtí“) Bennau, Egg, Willerzell, Euthal, Gross a Trachslau.

## Seznam obcí
| Znak       | Název obce | Počet obyvatel (31. 12. 2022) | Rozloha (km²) | Hustota zalidnění (obyv./km²) |
| ---------- | ---------- | ----------------------------- | ------------- | ----------------------------- |
| Einsiedeln | Einsiedeln | 16 310                        | 98,93         | 165                           |
| Celkem (1) | Celkem (1) | 16 310                        | 98,93         | 165                           |